# Doble Bragado
La Doble Bragado és una competició ciclista per etapes que es disputa anualment durant el mes de gener a la província de Buenos Aires, a l'Argentina.
La primera edició es va disputar el 1922 i al llarg de la seva història ha anat canviant de nom. Així tenim Doble Mercedes (1922-1931), Doble Chivilcoy (1932-1939), Doble Bragado (1940-1956), Doble 9 de Julio (1957-1964), i un altre cop Doble Bragado a partir de 1965.
L'argentí Cosme Saavedra és el participant que l'ha guanyat més cops, amb cinc.

## Palmarès
| Any              | Guanyador           | Segon               | Tercer              |
| ---------------- | ------------------- | ------------------- | ------------------- |
| Doble Mercedes   |                     |                     |                     |
| 1922             | Eugenio Gret        | Juan Casero         | Alberto Relgosa     |
| 1923             | Eugenio Gret        | Julio Polet         | Cosme Saavedra      |
| 1924             | Cosme Saavedra      | Fernando Fileni     | Antonio Delgrosso   |
| 1925             | Cosme Saavedra      | Luis Gilardi        | Mario Argenta       |
| 1926             | No disputada        | No disputada        | No disputada        |
| 1927             | Cosme Saavedra      | Fernando Fileni     | Osolio Oreste       |
| 1928             | Cosme Saavedra      | Remigio Saavedra    | Francisco Rodriguez |
| 1929             | Cosme Saavedra      | Francisco Sogliola  | Óscar Bonvehi       |
| 1930             | Cosme Saavedra      | Remigio Saavedra    | Oscar Martínez      |
| 1931             | Francisco Rodriguez | Oscar Martínez      | Francisco Muratori  |
| Doble Chivilcoy  |                     |                     |                     |
| 1932             | Remigio Saavedra    | Oscar Martínez      | José Barcia         |
| 1933             | Mario Stefani       | Anselmo Zarlenga    | Luis Sánchez        |
| 1934             | Remigio Saavedra    | Anselmo Zarlenga    | Guillermo Gobet     |
| 1935             | Mario Mathieu       | Guillermo Gobet     | Anselmo Zarlenga    |
| 1936             | Mario Mathieu       | Celestino Gobet     | Alfredo González    |
| 1937             | José González       | Francisco Larrañaga | Carlos Scalarandi   |
| 1938             | Mario Mathieu       | Bartolo Tonelli     | Ramón Rossi         |
| 1939             | Mario Stefani       | Mario Mathieu       | Remigio Saavedra    |
| Doble Bragado    |                     |                     |                     |
| 1940             | Mario Mathieu       | Luciano Montero     | José González       |
| 1941             | No disputada        | No disputada        | No disputada        |
| 1942             | Mario Mathieu       | Antonio Bertola     | Julio Alba          |
| 1943-1946        | No disputada        | No disputada        | No disputada        |
| 1947             | Oscar Giacché       | Miguel Sevillano    | Ceferino Peroné     |
| 1948             | Miguel Sevillano    | Ceferino Peroné     | Enrique Molina      |
| 1949             | Ceferino Peroné     | Vlado Martinole     | Antonio Bertola     |
| 1950             | Óscar Muleiro       | Ignacio Fernández   | Antonio Covolo      |
| 1951             | Saúl Crispin        | Óscar Muleiro       | Pedro Meo           |
| 1952             | Dante Benvenuti     | Miguel Sevillano    | Óscar Muleiro       |
| 1953             | Alfredo Figgini     | Ignacio Fernández   | Luis Dazzan         |
| 1954             | Humberto Varisco    | Óscar Rosato        | Héctor Gancedo      |
| 1955             | No disputada        | No disputada        | No disputada        |
| 1956             | Rodolfo Caccavo     | Lucio Kaiser        | José Rosa           |
| Doble 9 de Julio |                     |                     |                     |
| 1957             | Carlos Vázquez      | René Simionato      | Héctor San Juan     |
| 1958             | Ricardo Senn        | José Rosa           | Franco Ferro        |
| 1959             | Duilio Biganzoli    | Rubén Mitti         | Cosme Iannone       |
| 1960             | Carlos Vázquez      | Héctor Gancedo      | Alberto Trillo      |
| 1961             | Marcos Spaggiari    | Gabriel Niel        | Santos Liendo       |
| 1962-1963        | No disputada        | No disputada        | No disputada        |
| 1964             | Carlos Álvarez      | Duilio Biganzoli    | Ricardo Senn        |
| Doble Bragado    |                     |                     |                     |
| 1965             | Carlos Álvarez      | Juan Tschieder      | Eduardo Brassini    |
| 1966             | Eduardo Sánchez     | Juan Brotto         | Juan Scatiza        |
| 1967             | Héctor Gómez        | Juan Tschieder      | Antonio Dalleves    |
| 1968             | Saúl Alcantara      | Carlos Álvarez      | Carlos Scatiza      |
| 1969             | Raúl Gómez          | Duilio Biganzoli    | Daniel Gallego      |
| 1970             | Rodolfo Tadeo       | Roque Lengle        | Alberto Marsiglia   |
| 1971             | Raúl Gómez          | Saúl Alcántara      | Óscar Anacoreto     |
| 1972             | Ismael Torres       | Jorge Fulgenci      | Eduardo Sánchez     |
| 1973             | Osvaldo Benvenuti   | José Gallego        | Jorge Fulgenci      |
| 1974             | Ricardo Jurado      | Héctor Torres       | Raúl Gómez          |
| 1975             | Oswaldo Frossasco   | Ricardo Jurado      | Federico Carbone    |
| 1976-1979        | No disputada        | No disputada        | No disputada        |
| 1980             | Ricardo Jurado      | José Palma          | Oswaldo Frossasco   |
| 1981             | Omar Richeze        | Norberto Santos     | Ricardo Rodríguez   |
| 1982             | Juan Carlos Ruarte  | Luis Moyano         | Carlos Sacconi      |
| 1983             | No disputada        | No disputada        | No disputada        |
| 1984             | Luis Moyano         | Eduardo Trillini    | Juan Carlos Haedo   |
| 1985             | Carlos Bodei        | Miguel Macchi       | Marcelo Araujo      |
| 1986             | Armando Robledo     | Omar Richeze        | Mario Olivieri      |
| 1987             | Alejandro Carrusca  | Julio Velásquez     | Jorge Sebastía      |
| 1988             | Marcelo Alexandre   | Claudio Iannone     | Alejandro Carrusca  |
| 1989             | Jorge Sebastía      | Sergio Llamazares   | Claudio Iannone     |
| 1990             | Adrián García       | Hugo Pratisoli      | David Kenig         |
| 1991             | Marcelo Alexandre   | Federico Moreira    | Adrián García       |
| 1992             | Luis Biera          | Eduardo Trillini    | David Kenig         |
| 1993             | Pablo Pérez         | Mariano Salmón      | Roberto Prezioso    |
| 1994             | Rubén Priede        | Juan Curuchet       | Rubén Pegorín       |
| 1995             | Rubén Pegorín       | Daniel Mosler       | Gabriel Curuchet    |
| 1996             | Gustavo Artacho     | Sebastián Quiroga   | Erminio Suárez      |
| 1997             | Juan Curuchet       | Walter Pérez        | Sebastián Quiroga   |
| 1998             | Juan Curuchet       | Walter Pérez        | Javier Gómez        |
| 1999             | Walter Pérez        | Sebastián Quiroga   | Gonzalo Salas       |
| 2000             | Juan Curuchet       | Gustavo Toledo      | David Kenig         |
| 2001             | Edgardo Simón       | Guillermo Brunetta  | Gonzalo Salas       |
| 2002             | Ángel Darío Colla   | David Kenig         | Claudio Flores      |
| 2003             | Juan Curuchet       | Maximiliano Richeze | Fernando Antogna    |
| 2004             | Alejandro González  | Luis Martínez       | Claudio Flores      |
| 2005             | Pedro Prieto        | Fernando Antogna    | Sebastián Cancio    |
| 2006             | Matías Médici       | Juan Curuchet       | Walter Pérez        |
| 2007             | Ángel Darío Colla   | Juan Curuchet       | Fernando Antogna    |
| 2008             | Gerardo Fernández   | Guillermo Brunetta  | Ángel Darío Colla   |
| 2009             | Daniel Díaz         | Fernando Antogna    | Juan Curuchet       |
| 2010             | Román Mastrángelo   | Sebastián Cancio    | Walter Pérez        |
| 2011             | Leandro Messineo    | Laureano Rosas      | Federico Pagani     |
| 2012             | Laureano Rosas      | Guillermo Brunetta  | Walter Pérez        |
| 2013             | Fernando Antogna    | Sebastián Cancio    | Juan Pablo Dotti    |
| 2014             | Laureano Rosas      | Mauro Agostini      | Juan Melivilo       |
| 2015             | Juan Melivilo       | Guillermo Brunetta  | Sebastián Cancio    |
| 2016             | Laureano Rosas      | Leandro Messineo    | Juan Pablo Dotti    |
| 2017             | Román Mastrángelo   | Laureano Rosas      | Nicolás Naranjo     |
| 2018             | Fernando Antogna    | Sebastián Trillini  | Román Mastrángelo   |